# Bembidion properans
Bembidion properans es una especie de escarabajo del género Bembidion, familia Carabidae. Fue descrita científicamente por Stephens en 1828.
Especie nativa de la región paleártica. Se distribuye por Albania, Armenia, Austria, Azerbaiyán, Bielorrusia, Bélgica, Bosnia y Herzegovina, Bulgaria, Croacia, Chequia, Dinamarca, Estonia, Finlandia, Francia, Georgia, Alemania, Gran Bretaña, Grecia, Hungría, Irán, Irak, Italia, Kazajistán, Kirguistán, Letonia, Lituania, Macedonia, Moldavia, Marruecos, Países Bajos, Noruega, Polonia, Portugal, Rumania, Rusia, Serbia, Eslovaquia, Eslovenia, España, Suecia, Suiza, Tayikistán, Túnez, Turquía, Turkmenistán, Ucrania y Uzbekistán. Es una especie introducida en Norteamérica (Terranova y Labrador, Quebec, Maine, Washington).